# 李遂镇
李遂镇是中国北京市顺义区下辖的一个行政建制镇。
民国时期属河北省三河县。1952年后，三河县下属的李遂镇、杨镇、张镇划归北京市顺义区，马坊镇、大兴庄镇、峪口镇划归北京市平谷区。

## 地理
李遂镇位于潮白河东畔，隔河与李桥镇、仁和地区相望，北接南彩镇，东临杨镇地区、北务镇，南界河北省三河市高楼镇。

## 行政区划
李遂镇下辖16个行政村，分别是宣庄户村、魏辛庄村、后营村、前营村、葛代子村、沟北村、柳各庄村、李遂村、西营村、东营村、李庄村、崇国庄村、陈庄村、赵庄村、太平辛庄村、牌楼村。